# Иван Болица
Иван Болица (? – 1572. Котор) племић и ренесансни књижевник, био је веома утицајна личност у Котору, средином XVI вијека. Један је од тројице градских судија (пет пута, у периоду од 1552—1567) члан Малог вијећа, градски адвокат и члан племићких делегација у Венецији. Умро је у вријеме епидемије куге у Котору, 1572. године.

## Стваралаштво
Писао је на латинском језику. Аутор је „Описа залива и града Котора“ (поетски опис Бококоторског залива и Котора, у хексаметру). Сматра се да је написао и животопис блажене Озане Которске (рукопис нестао). По један сонет и епиграм су му публиковани у зборнику „Il tempio alla divina Donna Giovanna di Aragona“.